# Yüksək Liqa 2021-2022
La Yüksək Liqa 2021-2022, 20ª edizione della massima serie del campionato azero di pallavolo maschile si è svolta dal 17 dicembre 2021 al 20 aprile 2022: al torneo hanno partecipato cinque squadre di club azere e la vittoria finale è andata per la prima volta al Murov.

## Regolamento

### Formula
La competizione ha previsto che le cinque formazioni partecipanti si siano affrontate quattro volte tra loro, disputando quattro round, per un totale di venti giornate.

### Criteri di classifica
Se il risultato finale è stato di 3-0 o 3-1 sono stati assegnati 3 punti alla squadra vincente e 0 a quella sconfitta, se il risultato finale è stato di 3-2 sono stati assegnati 2 punti alla squadra vincente e 1 a quella sconfitta.
L'ordine del posizionamento in classifica è stato definito in base a:
- Punti;
- Numero di partite vinte;
- Ratio dei set vinti/persi;
- Ratio dei punti realizzati/subiti.

## Squadre partecipanti
| Club         | Stagione | Città | Stagione precedente      |
| ------------ | -------- | ----- | ------------------------ |
| Express Baku | dettagli | Baku  | Campionato non disputato |
| MOIK         | dettagli | Baku  | Campionato non disputato |
| Murov        | dettagli | Baku  | Campionato non disputato |
| Neftçi       | dettagli | Baku  | Campionato non disputato |
| Sərhədçi     | dettagli | Baku  | Campionato non disputato |

## Torneo

### Risultati

#### Primo round
| Prima giornata |                      |          |                            |
|                |                      |          |                            |
| Riposa:        | Sərhədçi             | Sərhədçi | Sərhədçi                   |
| 17-12          | MOİK - Neftçi        | 3-1      | 25-19, 26-28, 25-23, 25-16 |
| 04-02          | Murov - Express Baku | 3-0      | 25-15, 25-10, 25-17        |

| Seconda giornata |                         |        |                            |
|                  |                         |        |                            |
| Riposa:          | Neftçi                  | Neftçi | Neftçi                     |
| 26-01            | Express Baku - Sərhədçi | 3-0    | 25-21, 27-25, 25-23        |
| 27-01            | MOİK - Murov            | 1-3    | 22-25, 21-25, 29-27, 12-25 |

| Terza giornata |                       |      |                     |
|                |                       |      |                     |
| Riposa:        | MOİK                  | MOİK | MOİK                |
| 29-01          | Neftçi - Express Baku | 3-0  | 25-20, 25-10, 25-16 |
| 09-02          | Sərhədçi - Murov      | 0-3  | 20-25, 18-25, 12-25 |

| Quarta giornata |                 |              |                            |
|                 |                 |              |                            |
| Riposa:         | Express Baku    | Express Baku | Express Baku               |
| 02-02           | Murov - Neftçi  | 1-3          | 29-31, 25-23, 16-25, 20-25 |
| 14-02           | Sərhədçi - MOİK | 0-3          | 18-25, 17-25, 24-26        |

| Quinta giornata |                     |       |                     |
|                 |                     |       |                     |
| Riposa:         | Murov               | Murov | Murov               |
| 12-02           | Neftçi - Sərhədçi   | 3-0   | 25-16, 25-17, 25-11 |
| 12-02           | MOİK - Express Baku | 3-0   | 25-19, 25-18, 25-15 |

#### Secondo round
| Sesta giornata |                 |              |                                   |
|                |                 |              |                                   |
| Riposa:        | Express Baku    | Express Baku | Express Baku                      |
| 17-02          | Neftçi - Murov  | 2-3          | 25-23, 29-27, 15-25, 23-25, 10-15 |
| 17-02          | MOİK - Sərhədçi | 3-1          | 25-21, 23-25, 25-12, 25-18        |

| Settima giornata |                      |          |                     |
|                  |                      |          |                     |
| Riposa:          | Sərhədçi             | Sərhədçi | Sərhədçi            |
| 23-02            | Neftçi - MOİK        | 3-0      | 25-13, 25-14, 25-16 |
| 23-02            | Express Baku - Murov | 0-3      | 19-25, 18-25, 12-25 |

| Ottava giornata |                     |       |                     |
|                 |                     |       |                     |
| Riposa:         | Murov               | Murov | Murov               |
| 27-02           | Sərhədçi - Neftçi   | 0-3   | 19-25, 11-25, 23-25 |
| 27-02           | Express Baku - MOİK | 0-3   | 12-25, 21-25, 19-25 |

| Nona giornata |                         |        |                     |
|               |                         |        |                     |
| Riposa:       | Neftçi                  | Neftçi | Neftçi              |
| 03-03         | Murov - MOİK            | 3-0    | 25-21, 25-20, 28-26 |
| 03-03         | Sərhədçi - Express Baku | 0-3    | 17-25, 27-29, 14-25 |

| Decima giornata |                       |      |                     |
|                 |                       |      |                     |
| Riposa:         | MOİK                  | MOİK | MOİK                |
| 10-03           | Murov - Sərhədçi      | 3-0  | 25-13, 25-13, 25-10 |
| 10-03           | Express Baku - Neftçi | 0-3  | 15-25, 9-25, 13-25  |

#### Terzo round
| Undicesima giornata |                       |      |                            |
|                     |                       |      |                            |
| Riposa:             | MOİK                  | MOİK | MOİK                       |
| 15-03               | Express Baku - Neftçi | 0-3  | 13-25, 7-25, 13-25         |
| 15-03               | Murov - Sərhədçi      | 3-1  | 25-11, 23-25, 25-13, 25-15 |

| Dodicesima giornata |                      |          |                            |
|                     |                      |          |                            |
| Riposa:             | Sərhədçi             | Sərhədçi | Sərhədçi                   |
| 18-03               | MOİK - Neftçi        | 1-3      | 25-22, 23-25, 23-25, 12-25 |
| 18-03               | Murov - Express Baku | 3-0      | 25-13, 25-12, 25-22        |

| Tredicesima giornata |                     |       |                    |
|                      |                     |       |                    |
| Riposa:              | Murov               | Murov | Murov              |
| 26-03                | Neftçi - Sərhədçi   | 3-0   | 25-7, 25-18, 25-15 |
| 26-03                | Express Baku - MOİK | 0-3   | 14-25, 8-25, 21-25 |

| Quattordicesima giornata |                         |        |                            |
|                          |                         |        |                            |
| Riposa:                  | Neftçi                  | Neftçi | Neftçi                     |
| 29-03                    | MOİK - Murov            | 0-3    | 18-25, 23-25, 8-25         |
| 29-03                    | Sərhədçi - Express Baku | 3-1    | 25-22, 27-25, 13-25, 25-23 |

| Quindicesima giornata |                 |              |                     |
|                       |                 |              |                     |
| Riposa:               | Express Baku    | Express Baku | Express Baku        |
| 04-04                 | Neftçi - Murov  | 0-3          | 20-25, 23-25, 20-25 |
| 04-04                 | Sərhədçi - MOİK | 0-3          | 12-25, 14-25, 19-25 |

#### Quarto round
| Sedicesima giornata |                      |          |                                  |
|                     |                      |          |                                  |
| Riposa:             | Sərhədçi             | Sərhədçi | Sərhədçi                         |
| 09-04               | Neftçi - MOİK        | 3-2      | 23-25, 25-21, 25-22, 22-25, 15-9 |
| 09-04               | Express Baku - Murov | 0-3      | 12-25, 22-25, 14-25              |

| Diciassettesima giornata |                     |       |                            |
|                          |                     |       |                            |
| Riposa:                  | Murov               | Murov | Murov                      |
| 12-04                    | Sərhədçi - Neftçi   | 1-3   | 17-25, 27-25, 11-25, 13-25 |
| 12-04                    | MOİK - Express Baku | 3-0   | 25-15, 25-20, 25-17        |

| Diciottesima giornata |                         |        |                     |
|                       |                         |        |                     |
| Riposa:               | Neftçi                  | Neftçi | Neftçi              |
| 15-04                 | Murov - MOİK            | 3-0    | 25-21, 26-24, 25-20 |
| 15-04                 | Express Baku - Sərhədçi | 0-3    | 22-25, 23-25, 15-25 |

| Diciannovesima giornata |                       |      |                     |
|                         |                       |      |                     |
| Riposa:                 | MOİK                  | MOİK | MOİK                |
| 18-04                   | Sərhədçi - Murov      | 0-3  | 12-25, 8-25, 15-25  |
| 18-04                   | Neftçi - Express Baku | 3-0  | 25-15, 25-14, 25-23 |

| Ventesima giornata |                 |              |                                   |
|                    |                 |              |                                   |
| Riposa:            | Express Baku    | Express Baku | Express Baku                      |
| 20-04              | Murov - Neftçi  | 2-3          | 24-26, 17-25, 29-27, 25-20, 12-15 |
| 20-04              | MOİK - Sərhədçi | 3-1          | 25-27, 25-12, 25-23, 25-13        |

### Classifica
| Pos. | Squadra      | Pt | G  | V  | P  | SV | SP | Ratio | PF    | PS    | Ratio |
| ---- | ------------ | -- | -- | -- | -- | -- | -- | ----- | ----- | ----- | ----- |
| 1.   | Murov        | 42 | 16 | 14 | 2  | 45 | 10 | 4,500 | 1 341 | 1 018 | 1,317 |
| 2.   | Neftçi       | 38 | 16 | 13 | 3  | 42 | 16 | 2,625 | 1 375 | 1 089 | 1,263 |
| 3.   | MOIK         | 28 | 16 | 9  | 7  | 31 | 24 | 1,292 | 1 243 | 1 153 | 1,078 |
| 4.   | Sərhədçi     | 6  | 16 | 2  | 14 | 10 | 43 | 0,233 | 937   | 1 308 | 0,716 |
| 5.   | Express Baku | 6  | 16 | 2  | 14 | 7  | 42 | 0,167 | 864   | 1 192 | 0,725 |

## Classifica finale
| Pos                    | Squadra      | Qualificazione        |
| ---------------------- | ------------ | --------------------- |
| Azerbaigian (bandiera) | Murov        | Challenge Cup 2022-23 |
| 2                      | Neftçi       |                       |
| 3                      | MOIK         |                       |
| 4                      | Sərhədçi     |                       |
| 5                      | Express Baku |                       |